# Daum (portail web)
Pour les articles homonymes, voir Daum.
Daum (en coréen : 다음, KSE : 035720) est un portail web sud-coréen, quatrième site du pays quant au trafic.
Elle a été fondée en février 1995 par Lee Jae Woong à partir du premier service coréen de e-mail en ligne Hanmail.net. Elle propose actuellement plusieurs services dont des services communautaires 'Daum Cafe', des services d'information et d'actualité 'Media Daum'.

## Histoire
En 2004, il a racheté le site et moteur de recherche Lycos pour 95 millions de dollars, à son ancien propriétaire Terra Networks.
En mai 2014, Daum fusionne avec Kakao Corp, propriétaire de KakaoTalk, pour former Daum Kakao, dans une opération valorisée à 3 milliards de dollars. L'entreprise change son nom pour Kakao en 2015.